# یویلیانای هلند
ملکه یویلیانا (به هلندی: Juliana) پس از مادر خود، ملکه ویلهلمینا (۱۸۸۰–۱۹۶۲)، در سال ۱۹۴۸ میلادی به سلطنت کشور هلند رسید.

## تاریخچه
هلند سیاست بی‌طرفی خود را تا آغاز جنگ جهانی دوم ادامه داد، اما در ماه مهٔ ۱۹۴۰ توسط آلمان‌ها مورد حمله قرار گرفت و به مدت پنج سال تحت اشغال آلمان بود. ملکه ویلمینا، کشور را به قصد انگلستان ترک کرد و سال‌های جنگ را در آنجا سپری کرد، در حالیکه نقش مهم و حیاتی خود را به عنوان سمبل مقاومت در برابر نیروهای آلمانی حفظ نمود. وی پس از ۵۰ سال سلطنت، در ۱۹۴۸ به نفع دخترش جولیانا کناره‌گیری کرد. ملکه جولیانا نیز در ۱۹۸۰ به نوبه خود سلطنت را به دختر ارشدش، بئاتریکس هلند، بخشید.
وی در جریان زلزله بوئین زهرا به یاری کشور شاهنشاهی ایران شتافت.

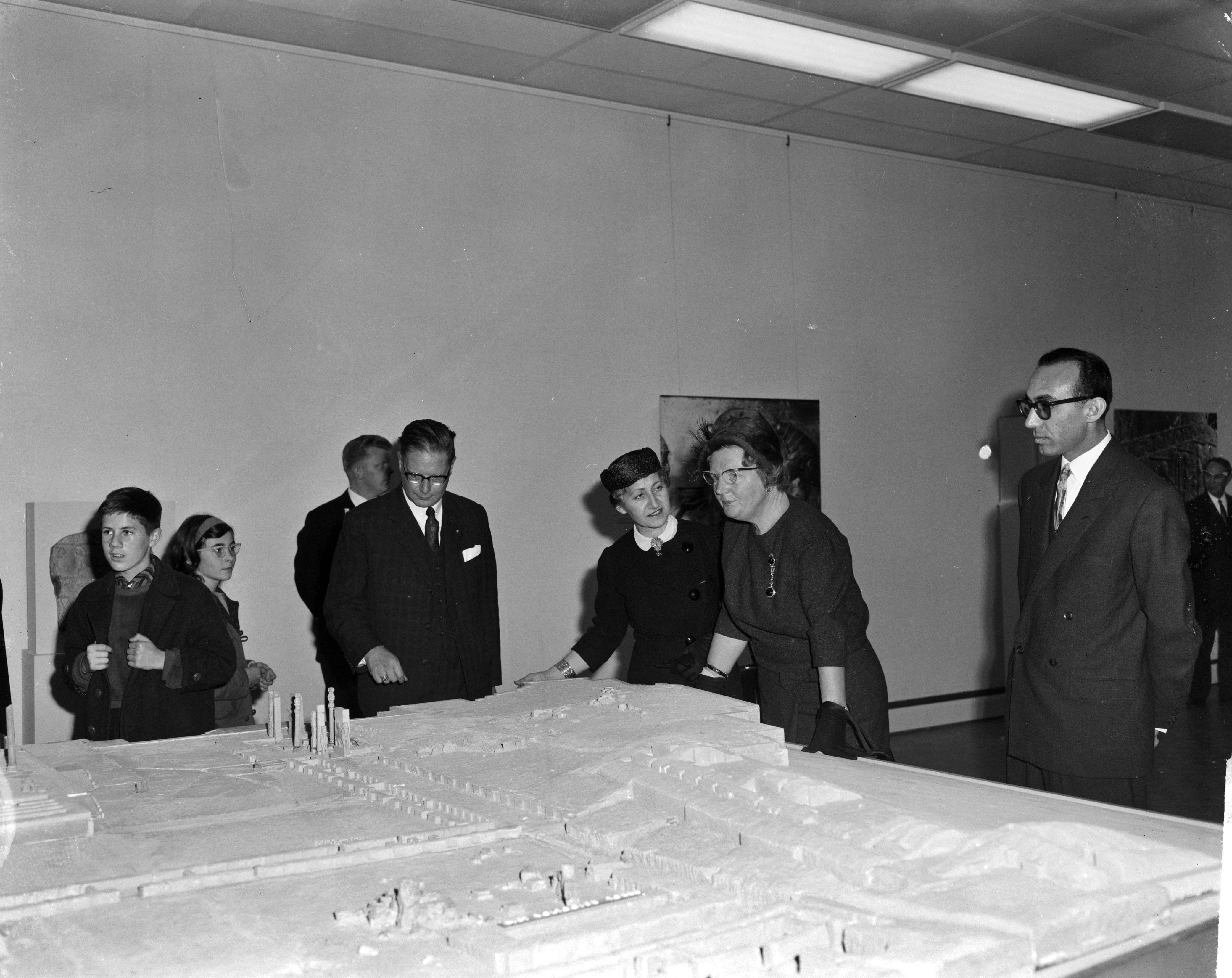
بازدید ملکه از ماکت تخت جمشید